# Syrosem
Syrosem (Russisch: Серозём, rohe Erde) ist ein Bodentyp aus der Klasse der terrestrischen Rohböden, der am Anfang der Bodenentwicklung auf Festgestein steht. Teilweise ist auch die Bezeichnung Schuttboden gebräuchlich. In der Bodenkunde wird er mit OO abgekürzt.

## Entstehung und Verbreitung
Der Syrosem besitzt einen mit maximal 2 cm sehr geringmächtigen mineralischen Horizont, der direkt auf dem massiven Untergrund aufliegt. Dabei kann die Art des Untergrundmaterials immens variieren. Es gibt zwei Wege, um das Stadium des Syrosems zu erreichen:
Einerseits ist oft die Ansiedlung von Flechten und Moosen die Initialphase der Bodenbildung auf Gestein. Zusammen mit zugewehtem Laub entsteht eine organische Auflage, die als Felshumusboden oder Skeletthumusboden bezeichnet wird. Durch Stäube und die Verwitterung des Untergrunds nimmt der mineralische Anteil in der Auflage mit der Zeit zu, während der organische Anteil sinkt. Sobald der mineralische Anteil über 70 Gew.% liegt, wird die Auflage als Mineralbodenhorizont bezeichnet und der Bodentyp Syrosem ist erreicht. Syroseme dieser Entstehungsart haben sehr hohe Humusgehalte von bis zu 30 Gew.%.
Andererseits können sich auf festen Untergründen aber auch sofort mineralische Stäube ablagern, so dass von Anfang an ein Mineralbodenhorizont vorliegt. In diesem Fall haben die Syroseme eher geringe Humusgehalte.
Klassische Standorte für Syroseme sind frisch entstandene, felsige bis massive Zonen im Anfangsstadium der Bodenbildung wie Murenabgänge oder abgeschmolzene Gletscherzonen. Von Natur aus kommt dieser Bodentyp also fast nur in Gebirgen und sehr kalten Regionen vor. Heute ist der Bodentyp fast weltweit anzutreffen, da er sich auch auf von Menschen geschaffenen Standorten wie Gleisbetten, Halden, Industriebrachen oder wenig genutzten Verkehrswegen bildet. Durch den Fortschritt der Bodenbildung wird der mineralische Horizont aber schnell mächtiger als 2 cm, so dass Syroseme nur ein kurzes Übergangsstadium darstellen. Dauerhafte Vorkommen finden sich nur in erosionsanfälligen Gebirgslagen.

## Bodenvergesellschaftung
Wegen des Entstehungsweges sind Syroseme oft eng mit Skelett- und Felshumusböden vergesellschaftet. Auf allen nicht erosionsanfälligen Standorten wird das Stadium schnell abgeschlossen und Bodentypen mit mächtigeren Auflagen entstehen, die so genannten Ah/C-Böden. Im Gegensatz zum Syrosem, bei dem das Ausgangsmaterial keine Rolle spielt, muss bei den Folgestadium aber nach Substrat unterschieden werden. Auf Kalksteinen (> 75 % Kalk) ist dies die Rendzina, auf mergeligen Gesteinen (2–75 % Kalk) die Pararendzina und auf kalkfreien Gesteinen wie Sandstein oder Tonstein (< 2 % Kalk) der Ranker.
Teilweise besteht eine Vergesellschaftung mit dem Lockersyrosem, der ein Anfangsstadium auf Lockermaterialien wie Sand darstellt.

## Horizontierung
Der Syrosem weist nach der Deutschen Bodensystematik die Horizontierung Ai/mC auf.
- Ai: An der Oberfläche befindet sich ein Oberbodenhorizont (A) im Anfangsstadium (i = initial) der Bodenbildung. Er ist meist lückig, sehr flachgründig mit einer Mächtigkeit von maximal 2 cm und liegt direkt auf dem Fels. Die vordergründige Eigenschaft des Ai ist seine Geringmächtigkeit. Von daher bleiben die chemischen und physikalischen Eigenschaften des Materials, die sehr unterschiedlich sein können, unberücksichtigt.
- mC: Unter dem Oberbodenhorizont liegt das massive (m) Ausgangsmaterial (C). Die chemischen und physikalischen Eigenschaften des Materials können divers sein, da eine Unterscheidung nach Substrat im Stadium des Syrosems noch nicht vorgenommen wird.

In der internationalen Bodenklassifikation World Reference Base for Soil Resources (WRB) werden Syroseme als Lithic Leptosole eingestuft. Zu den Leptosolen gehören aber auch die Lockersyroseme sowie Teile der Felshumusböden, Skeletthumusböden, Ranker, Rendzinen und Pararendzinen.

## Nutzung und Eigenschaften
Die chemischen und physikalischen Eigenschaften des Oberbodens können divers sein und ähneln noch sehr stark dem Ausgangsmaterial. So haben Syroseme auf Kalkstein einen sehr hohen pH-Wert, während solche auf Sandstein kaum Nährstoffe aufweisen. Wegen der Flachgründigkeit treten diese Eigenschaften aber stark in den Hintergrund, weshalb sie bei der Ansprache als Syrosem nicht berücksichtigt werden.
Der sehr geringmächtige Boden (maximal 2 cm) kann kaum Wasser speichern, so dass er extrem wechseltrocken ist. Auch bietet er kaum Raum für eine Durchwurzelung. Deshalb ist eine agrarwirtschaftliche Nutzung unmöglich. Im Großen und Ganzen sind nur Pionier- und Gebirgspflanzen in der Lage, dort zu wachsen. In Gebirgen findet teilweise eine sehr extensive forstwirtschaftliche Nutzung mit extremen Flachwurzlern wie Arven oder Fichten statt.

## Weblink
- Entstehung eines Syrosems